# Depersonalisatie
Depersonalisatie of zelfvervreemding is het gevoel buiten de werkelijkheid te staan. Voor iemand die aan depersonalisatie lijdt, lijkt het of deze een andere rol in de wereld speelt, vaag, als in een droom, onbelangrijk. Een patiënt ervaart een scheiding tussen zichzelf en de wereld, zijn identiteit of lichamelijkheid. Mensen die deze gemoedstoestand hebben ervaren, beschrijven het leven vaak alsof het een film is, onecht of wazig. Het besef van de eigen persoonlijkheid wordt minder, vandaar de naam. Wie de symptomen heeft en in de spiegel kijkt, lijkt een onbekende te zien, maar is tegelijkertijd op de hoogte van zijn identiteit. De oorzaak van depersonalisatie ligt vaak in een psychisch trauma.
De gemoedstoestand komt voor als onderdeel van verschillende psychische aandoeningen, met name klinische depressie, bepaalde neurosen en angststoornissen. Als er ook sprake is van wanen, kan depersonalisatie een teken zijn van schizofrenie. In het DSM-IV is de specifieke depersonalisatiestoornis ingedeeld bij de dissociatieve stoornissen.
Een enigszins vergelijkbare geestesgesteldheid is derealisatie. De grens tussen beide is niet altijd duidelijk, maar bij depersonalisatie ervaart de persoon de eigen geest of lichaam als vreemd en bij derealisatie is de omgeving onwezenlijk of onecht.

## Behandeling
Personen die aan depersonalisatie lijden ervaren deze toestand vaak als beangstigend. Depersonalisatie is een natuurlijke reactie van het lichaam om zich tegen bedreigingen van buiten af te beschermen. Depersonalisatie treedt dan ook vaak op na een lange tijd van stress. Het lichaam wil zich afsluiten van de negatieve stimuli van buiten af met het gevolg dat de persoon in een onrealistische toestand terechtkomt. De reden waarom mensen soms voor langere tijden in deze staat blijven hangen is omdat deze staat van onrealisme niet wordt begrepen waardoor men er juist angstiger door wordt, met als gevolg dat de depersonalisatie heftiger wordt. Depersonalisatie wordt namelijk in stand gehouden door twee elementen: stress en twijfel. Wanneer de achterliggende stress en/of de twijfel over de aard van de aandoening weg wordt genomen, is de kans groot dat de klachten verminderen of verdwijnen. De aandoening begrijpen is de sleutel tot verlossing ervan.
Een lijder aan depersonalisatie kan baat hebben bij contact met lotgenoten. Het is vaak moeilijk voor een lijder aan depersonalisatie om de ervaringen onder woorden te brengen. Gevoelens van isolement kunnen worden ervaren als de eigen werkelijkheid wordt betreden waar het een eenzaam bestaan is. Als een lijder aan depersonalisatie door lotgenoten geconfronteerd wordt met het feit niet de enige te zijn, zal deze de ervaringen gemakkelijker kunnen relativeren. 